# Podlesie (gmina Czarna)
Podlesie – wieś w Polsce położona w województwie podkarpackim, w powiecie dębickim, w gminie Czarna.
| SIMC    | Nazwa   | Rodzaj    |
| ------- | ------- | --------- |
| 0816457 | Osiecze | część wsi |
| 0816463 | Pniaki  | część wsi |

W latach 1975–1998 miejscowość należała administracyjnie do województwa tarnowskiego.